# Worapoj Petchkoom
Worapoj Petchkoom (thailändisch วรพจน์ เพชรขุ้ม; * 18. Mai 1981 im Amphoe Phanom, Surat Thani) ist ein thailändischer Boxer. Worapoj war Bronzemedaillengewinner der Asienspiele 2006, Silbermedaillengewinner der Olympischen Spiele 2004, Gewinner der Asienspiele 2010 und zwischen 1999 und 2011 fünf Mal Sieger der Südostasienspiele.

## Karriere
1999 nahm Worapoj erstmals an den Südostasienspielen teil und konnte diese im Fliegengewicht (-51 kg) auf Anhieb gewinnen. Nach einer mehrjährigen Pause kehrte er 2003 bei den Südostasienspielen wieder in die internationale Szene zurück und gewann, diesmal im Bantamgewicht (-54 kg), auch diese Meisterschaften. 2004 gewann Worapoj das zweite asiatische Olympiaqualifikationsturnier in Karatschi und konnte somit an den Olympischen Spielen 2004 in Athen teilnehmen. Aufgrund seiner seltenen Teilnahmen an internationalen Meisterschaften ging Worapoj als Außenseiter in die Olympischen Spiele und erreichte daher überraschend mit Siegen über den Gewinner der Asienspiele 2002 Won Il Kim, Südkorea (RSC 3.), Khavazi Khatsygov, Belarus (33:18), den Silbermedaillengewinner der Afrikaspiele 2003 Nestor Bolum, Nigeria (29:14), und den amtierenden Weltmeister Aghasi Məmmədov, Aserbaidschan (27:19), das Finale. In diesem stand ihm der kubanische Titelverteidiger Guillermo Rigondeaux gegenüber, dem er sich mit 22:13 Punkten geschlagen geben musste und damit die olympische Silbermedaille gewann.
2005 gewann Worapoj wieder die Südostasienspielen, schied bei den Militärweltmeisterschaften Pretoria, jedoch bereits im ersten Kampf gegen Rustam Rahimov, Deutschland (19:15), aus. Bei den Asienspielen im Jahr darauf erreichte Worapoj das Halbfinale, welches er jedoch knapp gegen den späteren Goldmedaillengewinner Joan Tipon, Philippinen (+13:13), verlor. Das Jahr 2007 war für Worapoj weniger erfolgreich: Sowohl bei den Asienmeisterschaften als auch bei den Weltmeisterschaften schied er frühzeitig aus. Einziger Erfolg des Jahres blieb ein weiterer Erfolg bei den Südostasienspielen. 2008 qualifizierte sich Worapoj wieder für die Olympischen Spiele, bei denen er diesmal jedoch nach einem Sieg über Vittorio Parrinello, Italien (12:1), bereits im Viertelfinale gegen den späteren Silbermedaillengewinner Yankiel León, Kuba (16:5), ausschied.
2010 gewann Worapoj seinen letzten großen Titel: Mit einem Finalsieg über Zhang Jiawei, China (8:3), gewann er die Asienspiele. Im Folgejahr gewann er zum fünften Mal die Südostasienspiele, musste jedoch auch eine erfolglose Teilnahme an den Weltmeisterschaften verbuchen. 2012 nahm Worapoj am asiatischen Olympiaqualifikationsturnier in Astana teil, schied jedoch bereits im Viertelfinale gegen Shiva Thapa, Indien (16:10), aus.

## Sonstiges
2009 wurde Worapoj aufgrund der Veröffentlichung von Fotos in einem Schwulenmagazin vom thailändischen Verband für drei Monate gesperrt. Er verpasste damit die Südostasienspiele 2009.